# (7528) Huskvarna
(7528) Huskvarna est un astéroïde de la ceinture principale.

## Description
(7528) Huskvarna est un astéroïde de la ceinture principale. Il fut découvert le 19 mars 1993 à La Silla par le programme UESAC. Il présente une orbite caractérisée par un demi-grand axe de 2,93 UA, une excentricité de 0,12 et une inclinaison de 1,9° par rapport à l'écliptique.

## Compléments